# Kristijanizacija Iberije
Kristijanizacija Iberije (gruz. ქართლის გაქრისტიანება, kartlis gakrist'ianeba) pojam je koji se odnosi na širenje kršćanstva u ranom 4. stoljeću propovijednice sv. Nino, u drevnoj gruzijskoj kraljevini Kartliji, u klasičnoj antici poznatoj kao Iberija. Rezultat toga je proglašavanje kršćanstva državnom religijom od strane, do tada, poganskog kralja Mirijana III. Po Sozomenu, to je navelo kraljevu "veliku i ratobornu barbarsku naciju da ispovijedi Krista i odrekne se religije svojih otaca", jer su politeistički Gruzijci već odavno uspostavili antropomorfne idole, poznate kao "Kartlijski bogovi". Kralj je postao glavni pokrovitelj, arhitekt, pokretač i organizator svih građevinskih procesa. Prema Sokratu iz Carigrada, "Iberijci su prvo prihvatili kršćansku vjeru" zajedno s Habešima, ali Kartlija je najvjerojatnije postala druga država, nakon njenog južnog susjeda Kraljevine Armenije, koja je službeno prihvatila novu religiju. Armenski i gruzijski monarsi bili su među prvima bilo gdje u svijetu koji su prešli na kršćansku vjeru. Prije eskalacije armensko-gruzijskog crkvenog rivalstva i kristoloških kontroverzi, njihovo je kavkasko kršćanstvo bilo izvanredno inkluzivno, pluralističko i fleksibilno, a rigidne crkvene hijerarhije su se uspostavile tek mnogo kasnije, posebno kada su "nacionalne" crkve iskristalizirale od 6. stoljeća. Unatoč ogromnoj raznolikosti regije, proces kristijanizacije bio je panregionalni i kulturni fenomen na Kavkazu, najenergičnijem i najkozmopolitskijem području kasne antike, toliko snažan da Gruzijce i Armence nedvosmisleno smjesti u jednu veliku civilizaciju. Židovi Mchete, kraljevske prijestolnice Kartlije, koji su odigrali značajnu ulogu u kristijanizaciji kraljevstva, dali su snažan poticaj za produbljivanje veza između gruzijske monarhije i Svete zemlje, što je dovelo do sve veće prisutnosti Gruzijaca u Palestini, što potvrđuju aktivnosti Petra Iberijskog i drugih hodočasnika, uključujući najstarije potvrđene gruzijske natpise iz Bir el Qutta, pronađene u Judejskoj pustinji, te natpisa iz Nazareta i Sinaja.
Iako je Iberija službeno prihvatila kršćanstvo u ranom 4. stoljeću, Gruzijska pravoslavna Crkva poziva se na apostolsko podrijetlo i Andriju apostola smatra osnivačem gruzijske crkve, što također podržavaju neki bizantski izvori. Efrem Mali će kasnije objasniti ulogu svete Nino nužnošću Iberijskog "drugog krštenja". Arheološki artefakti potvrđuju širenje kršćanstva prije obraćenja kralja Mirijana u 4. stoljeću. Neki od ukopa iz trećeg stoljeća u Gruziji uključuju kršćanske predmete poput pečatnih prstenova sa znakom križem i ihtisom ili sidrim i ribom, što jasno svjedoči o njihovoj kršćanskoj pripadnosti. To može značiti da su Iberijci više klase prihvatili kršćanstvo mnogo prije nego što je to bio datum "službene kristijanizacije".